# Landsfodboldturneringen 1920-21
Landsfodboldturneringen 1920-21 var den ottende sæson om Danmarksmesterskabet i fodbold for herrer organiseret af DBU. Turneringen blev vundet af AB. Det var ABs andet danske mesterskab, mens AGF for første gang var med i finalen.

## Baggrund
I finalen i Landsfodboldturneringen mødtes vinderen af den københavnske Mesterskabsrækken under Københavns Boldspil Union (KBU) og vinderen af Provinsmesterskabsturneringen. For første gang blev finalen ikke spillet i Idrætsparken, København, men i Aarhus Idrætspark i Aarhus. Efter syv års fravær deltog Bornholms Boldspil Union igen med et hold.

## Provinsmesterskabsturneringen

### 1. runde
| 15. maj 1921 |

| Helsingør IF | 3 - 2 | Viking Rønne |
| ------------ | ----- | ------------ |
|              |       |              |

| København |

| 15. maj 1921 |

| Helsingør IF | 1 - 2 | B 1901 |
| ------------ | ----- | ------ |
|              |       |        |

| Hillerød |

| 16. maj 1921 13.30 |

| B 1909           | 1 - 2   | AGF                                                |
| ---------------- | ------- | -------------------------------------------------- |
| Emil Sunddahl 5' | (1 - 1) | Gustav Hess Petersen 3' · Johannes Langgaard 46' · |

| OB's bane, Odense |

### Finale
| 22. maj 1921 |

| AGF                                                  | 3 - 1 (e.f.s.) | B 1901          |
| ---------------------------------------------------- | -------------- | --------------- |
| Johannes Langgaard 88' 3-1 11?' · Jens Skou 2-1 11?' | 1 - 1 (0 - 0)  | Lauritzen 48' · |

| OB's bane, Odense Tilskuere: 1.800 |

## Mesterskabsrækken (København)
| Pos | Hold       | K | V | U | T | M+ | M- | MR    | P  | Kvalifikation            |
| --- | ---------- | - | - | - | - | -- | -- | ----- | -- | ------------------------ |
| 1   | AB         | 8 | 3 | 5 | 0 | 17 | 12 | 1,417 | 11 | Kvalificeret til finalen |
| 2   | B 1903 (M) | 8 | 5 | 1 | 2 | 16 | 12 | 1,333 | 11 |                          |
| 3   | B 93       | 8 | 4 | 2 | 2 | 22 | 14 | 1,571 | 10 |                          |
| 4   | KB         | 8 | 3 | 1 | 4 | 15 | 20 | 0,750 | 7  |                          |
| 5   | Frem       | 8 | 0 | 1 | 7 | 6  | 18 | 0,333 | 1  |                          |

## Finale
| 19. juni 1921 |

| AGF | 0 - 3   | AB                                                             |
| --- | ------- | -------------------------------------------------------------- |
|     | (0 - 1) | Arne Kleven 26' · Svend Ringsted 65', strf. · Svend Holm 82' · |

| Aarhus Idrætspark, Aarhus Tilskuere: 3.800 Dommer: Bornemann |